# 法比奥·路易西

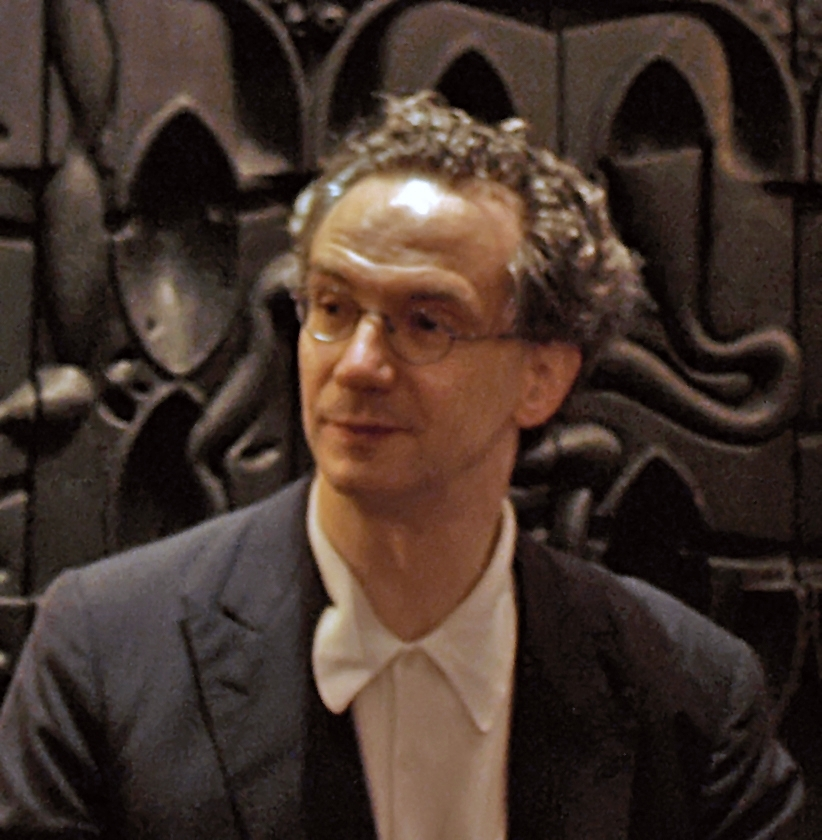
2009年的法比奥·路易西

法比奥·路易西（義大利語：Fabio Luisi，1959年1月17日—），意大利指挥家。他是苏黎世歌剧院的音乐总监，丹麥國家交響樂團的首席指挥，以及达拉斯交响乐团的音乐总监。

## 生平
路易西出生在热那亚。他在尼科罗·帕格尼尼音乐学院学习，是梅米·斯基亚维纳（Memi Schiavina）的学生。在获得钢琴研究学位后，他继续师从阿尔多·奇科利尼和安东尼奥·巴凯利（Antonio Bacchelli）学习钢琴。
在担任钢琴伴奏时，路易西对指挥产生了兴趣，他在格拉茨音乐与表演艺术大学师从米兰·霍瓦特学习指挥。他曾在格拉茨歌剧院担任伴奏和指挥。他的第一次指挥亮相是在1984年的意大利。1990年至1995年，他担任格拉茨交响乐团的首席指挥。1995年至2000年，他担任维也纳下奥地利音乐家乐团的艺术总监和首席指挥。1996年至1999年，他是莱比锡中德广播交响乐团的三位主要指挥（德語：Hauptdirigenten）之一，与马尔切洛·维奥蒂和曼弗雷德·霍內克一起。1999年至2007年，他是中德广播交响乐团的唯一首席指挥。1997年至2002年，他是瑞士罗曼德管弦乐团的首席指挥。
2004年1月，路易西被任命为德累斯顿国家管弦乐团和森柏歌劇院的首席指挥。他于2007年9月担任这两个职位。在德累斯顿国家管弦乐团，路易西指挥了理查德·施特劳斯和安东·布鲁克纳音乐的商业录音。路易西原定于2012年合同期满后卸任德累斯顿国家管弦乐团的首席指挥。然而，他于2010年2月辞去了德累斯顿的两个职位，并立即生效，因为有报道称国家管弦乐团的管理层与德國電視二台签订了一份合同，预定在2010年新年前夕举行一场由克里斯蒂安·蒂勒曼指挥的电视音乐会，而根本没有与他作为乐团的总指挥商量。
2005年至2013年乐季，路易西担任维也纳交响乐团的首席指挥。2012年，他成为苏黎世歌剧院的音乐总监（德語：Generalmusikdirektor, GMD），其中也包括以苏黎世爱乐乐团的名义与歌剧院的乐团合作的管弦音乐会工作。他计划在2020–21演出季结束后卸任苏黎世歌剧院的GMD。2010年，路易西首次指挥丹麥國家交響樂團。2014年8月，该乐团宣布任命路易西为下一任首席指挥，从2017年开始生效，初步合同到2020年。2018年5月，丹麦国家交响乐团宣布将路易西的合同延长至2023年。2020年8月，乐团宣布将路易西的合同进一步延长至2026年。
2016年1月，佛罗伦萨歌剧院宣布任命路易西为其下一任音乐总监，这是第一位在该公司担任这一职务的指挥家，同时，从2018年4月起担任佛罗伦萨五月音乐节的总监，初始合同为五年。2019年7月，路易西辞去五月音乐节总监的职务，立即生效。
在美国，路易西于2005年3月首次指挥大都會歌劇院，演出朱塞佩·威尔第的《唐·卡洛》。2010年4月，该公司任命路易西为首席客座指挥，初步合同为三年，从2010–11演出季开始生效。路易西是继瓦列里·捷杰耶夫之后，第二位在大都会歌剧院担任这一职务的指挥家。2011年9月，当音乐总监詹姆斯·莱文退出预定的2011年秋季演出时，剧团将路易西提升为首席指挥。在2016–17演出季结束时，路易西卸任大都会歌剧院的首席指挥。
2002年，路易西首次客座指挥达拉斯交响乐团。他之后一次在达拉斯客座指挥是在2018年3月。在这次客座指挥的基础上，2018年6月，达拉斯交响乐团任命路易西为下一任音乐总监，从2020–21乐季开始生效。他在2019–20乐季担任候任音乐总监的头衔。2021年1月，达拉斯交响乐团宣布将路易西的音乐总监合同延长至2029年。
2001年7月，路易西曾首次客座指挥NHK交響樂團。2021年4月，NHK交响乐团宣布任命路易西为其下一任首席指挥，从2022年9月起生效，最初的合同为三年。2021年5月，RAI国家交响乐团宣布任命路易西为其名誉指挥，此前他在2017年首次以客座指挥身份与乐团合作，并在随后的五场音乐会中担任客座指挥。

## 录音
路易西指挥过多张歌剧唱片，包括威尔第的《阿罗尔多》、《耶路撒冷》和《阿尔齐拉》，以及罗西尼的《威廉·退尔》。他因在德意志留声机公司发行的瓦格纳歌剧《尼伯龙根的指环》DVD中指挥的《齐格弗里德》和《诸神的黄昏》而获得格莱美奖。

## 个人生活
路易西和他的妻子芭芭拉·路易西（一名摄影师和小提琴家）育有三个儿子。在音乐之外，他的爱好包括香水和生产他自己的个人香水系列。2020年底，路易西2019冠状病毒病检测呈阳性，随后康复。

## 荣誉和奖项
- 莱比锡门德尔松音乐戏剧学院指挥荣誉教授（2001年）
- 奥地利科学与艺术荣誉十字勋章（英语：Austrian Decoration for Science and Art）（2002年）[28]
- 月度录音超声波奖（2006年1月，《拨奏（英语：Pizzicato (magazine)）》杂志）凭借贝多芬C大调弥撒的录音
- 第4等意大利共和国功绩勋章（2006年6月2日）[29]
- 布鲁克纳之环（维也纳交响乐团，2007年）
- 第2等意大利仁惠之星勋章（英语：Order of the Star of Italian Solidarity）（2008年）
- 回声音乐古典奖（2008年），凭借斯特劳斯《阿尔卑斯交响曲》和《最后四首歌》的环绕声录音
- 回声音乐古典奖，年度管弦乐团（2009年），凭借与德累斯顿国家管弦乐团的布鲁克纳第九交响曲录音
- 格莱美最佳歌剧录音奖（2013年），凭借与大都会歌剧院的瓦格纳《尼伯龙根的指环》录音[30]
- 圣文德大学（英语：St. Bonaventure University）人文学荣誉博士（2017年）[31]